# Gryphaea arcuata
Gryphée arquée
Espèce
Gryphaea arcuata, la Gryphée arquée en français, est une espèce éteinte de mollusques (proche de l'huître) ayant vécu du Trias supérieur au Crétacé. On retrouve fréquemment de grandes quantités de fossiles de Gryphaea arcuata qui s'accumulent sous forme de lumachelles en particulier au Sinémurien.
Cette espèce appréciait les conditions climatiques fraîches.

## Description
Il s'agit d'un mollusque bivalve à coquille inéquivalve, sub-équilatérale au plan de commissure surélevé. Cette coquille est de type monomyaire, dispose d'une charnière dysodonte, d'une aire ligamentaire striée et est recouverte de stries de croissance souvent bien visibles. La valve gauche très bombée est courbée en crochet ou griffe et la droite est plate et petite en forme d'opercule.

## Systématique
Le nom valide complet (avec auteur) de ce taxon est Gryphaea arcuata Lamarck, 1801.
Gryphaea arcuata a pour synonyme :
- Gryphaea arcuata Lamarck, 1801